# GR des Ardennes flamandes
Le GR régional des Ardennes flamandes (néerlandais : Streek-GR Vlaamse Ardennen, abréviation : GR VA) est un sentier de grande randonnée parcourant les Ardennes flamandes en Flandre-Orientale. Mesurant 157 kilomètres environ, ce sentier régional est en forme de boucle et est balisé par des panneaux jaune-rouge (ou blanc-rouge lorsque l'itinéraire coïncide avec un autre sentier GR). Le sentier GR a été officiellement ouvert le 6 juin 2009.

## Le sentier
Le sentier partage sa piste avec d'autres GR. D'Audenarde à Leupegem, il longe le GR 129, ainsi que la partie qui passe par Renaix jusqu'à Kapel Lorette (nl), et du Ladeuzemolen (nl) jusqu'à la place du marché d'Audenarde. Entre Kluisbergen et Voorde, le sentier GR 129 fusionne avec le GR 5A Sud. De Kluisbergen à la forêt de Brakel , le GR 122 rejoint également le GR, ainsi que le tronçon entre le château de Lilare à Michelbeke et Audenhove-Saint-Géry (Zottegem). De Grammont au pont de Dender à Zandbergen, le GR VA coexiste avec le GR 512.

### Principales étapes
- Audenarde
- Renaix
- Brakel
- Grammont
- Lierde
- Zottegem
- Zwalin
- Brakel
- Markedal
- Audenarde

### Points d'intérêt
Le GR VA emprunte plusieurs voies des classiques cyclistes flamandes : Koppenberg, Kortekeer (nl), Paterberg, Vieux Quaremont, Mont de l'Enclus, Côte de Trieu, Hotond-Scherpenberg (nl), Muziekberg, Pottelberg, mur de Grammont, Bosberg, Eikenmolen (nl), Rekelberg (nl), Berendries, Pottenberg (helling) (nl), Leberg, Ganzenberg (nl), Het Foreest (nl), Berg ten Houte, Bossenaarberg (nl), Varent (nl), Eikenberg, Ladeuze (helling) (nl), Achterberg
Le GR VA parcourt aussi plusieurs réserves naturelles et forêts : Koppenbergbos (nl), Spijkerbos (nl), Kluisbos, Muziekbos (nl), Sint-Pietersbos (nl), Pottelbergbos (nl), Maarkebeekvallei (nl), Brakelbos (nl), Livierenbos (nl), Everbeekse bossen (nl), Raspaillebos (nl), Duivenbos (nl), Parkbos-Uilenbroek (nl), Kloosterbos (Zottegem) (nl), Middenloop Zwalm (nl), Burreken (nl), Bos Ter Rijst (nl)
Le GR VA passe à côté de plusieurs monuments historiques ou bâtiments du patrimoine flamand : Hôtel de ville d'Audenarde, Kapel Wittentak (nl), Geuzentoren (nl), Kapel Lorette (nl), Plankkoutermolen (nl), Manneken-Pis de Grammont, Chapelle Notre-Dame d'Oudenberg, Kasteel van Lilare (nl)

## Galerie

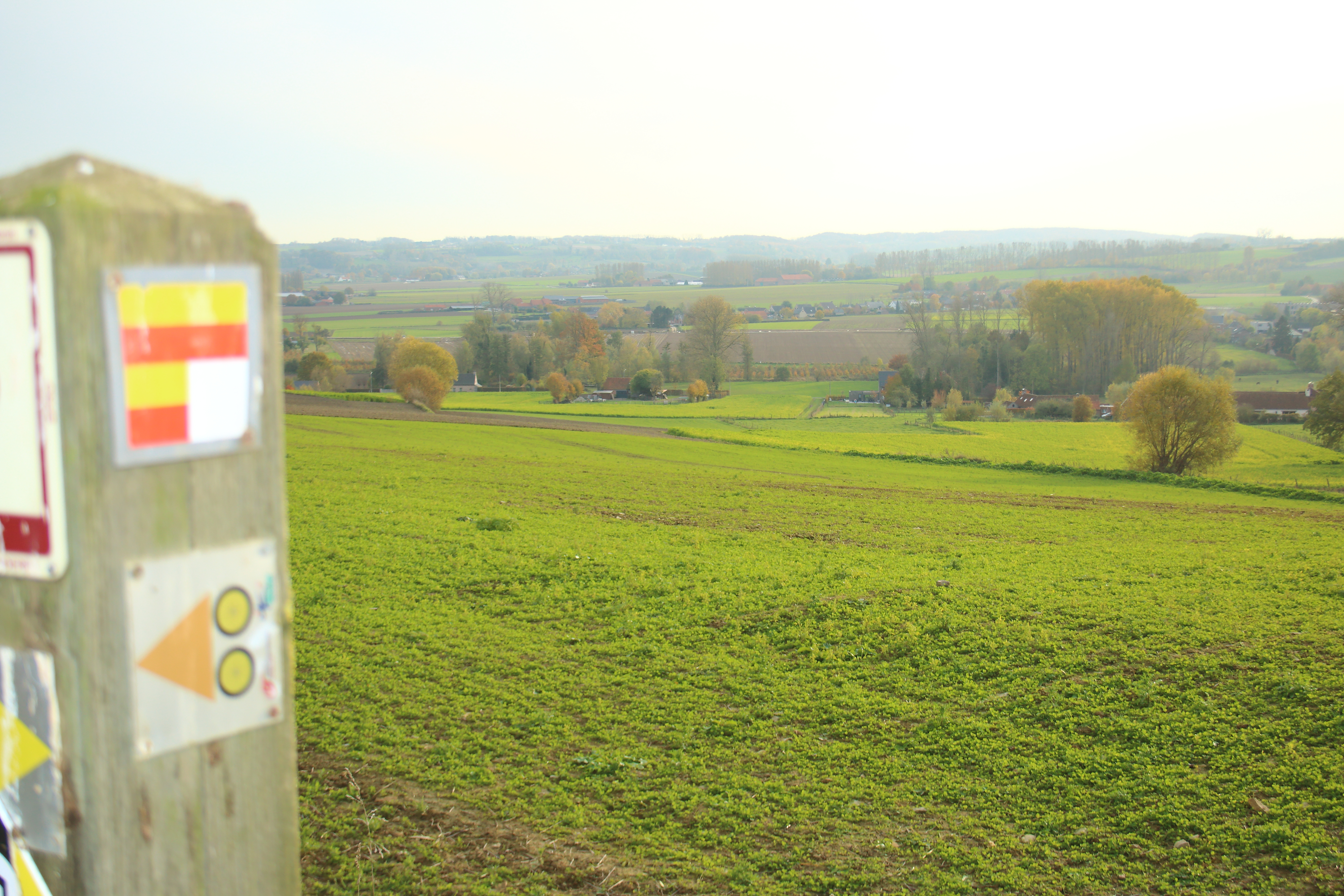
Balisafe jaune-rouge du GR VA
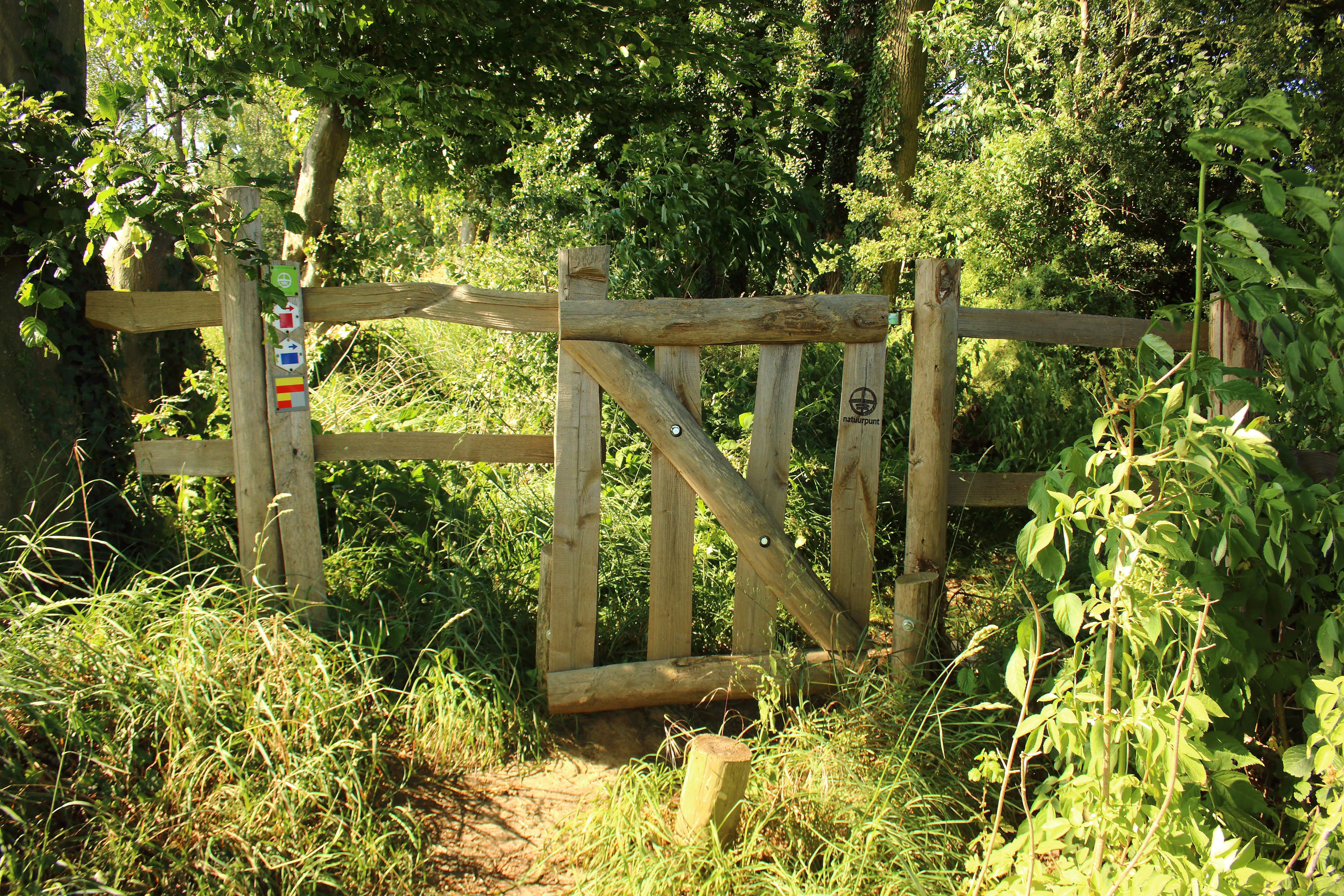
Le GR VA à Parkbos-Uilenbroek (nl)
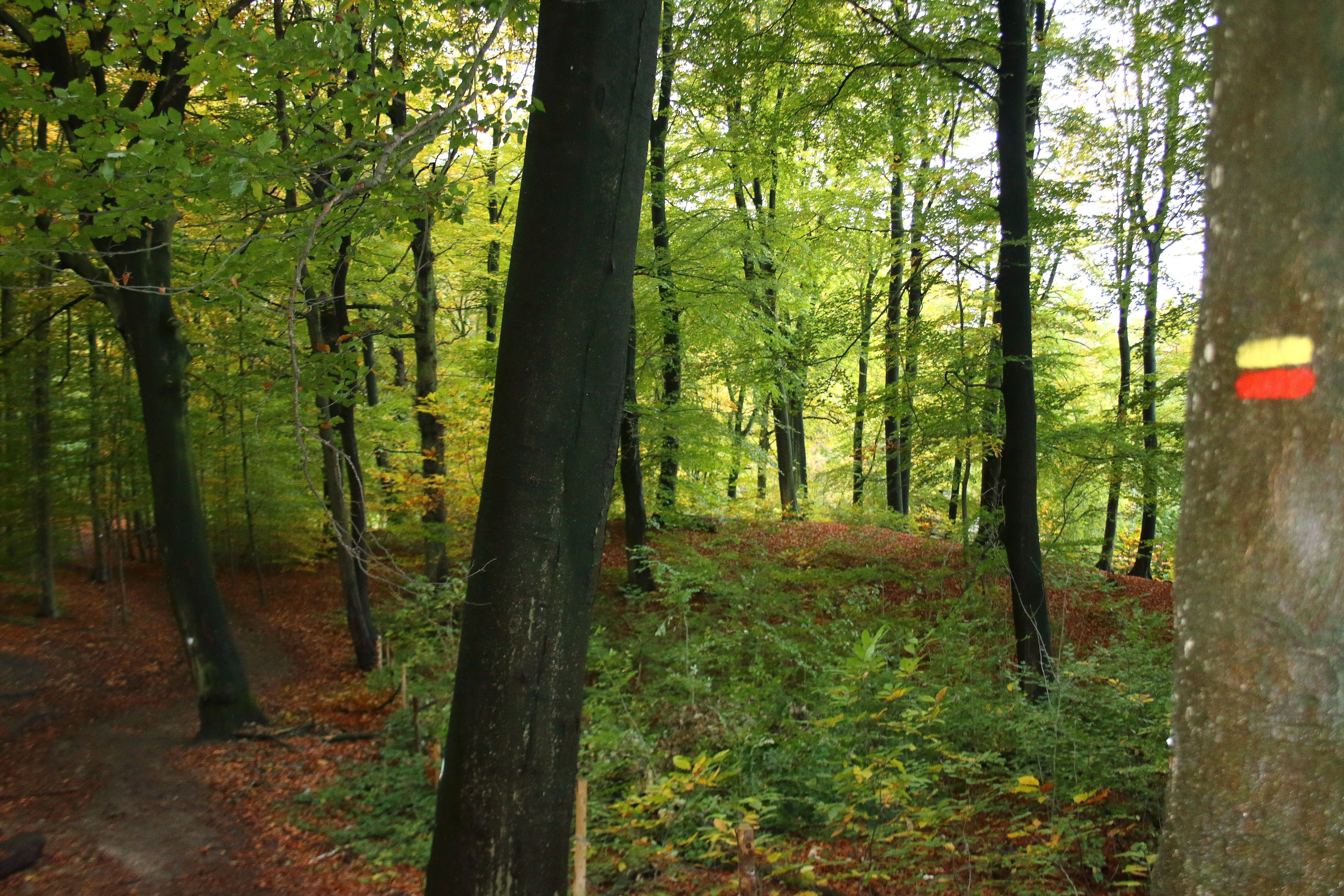
Le GR VA dans le Kluisbos
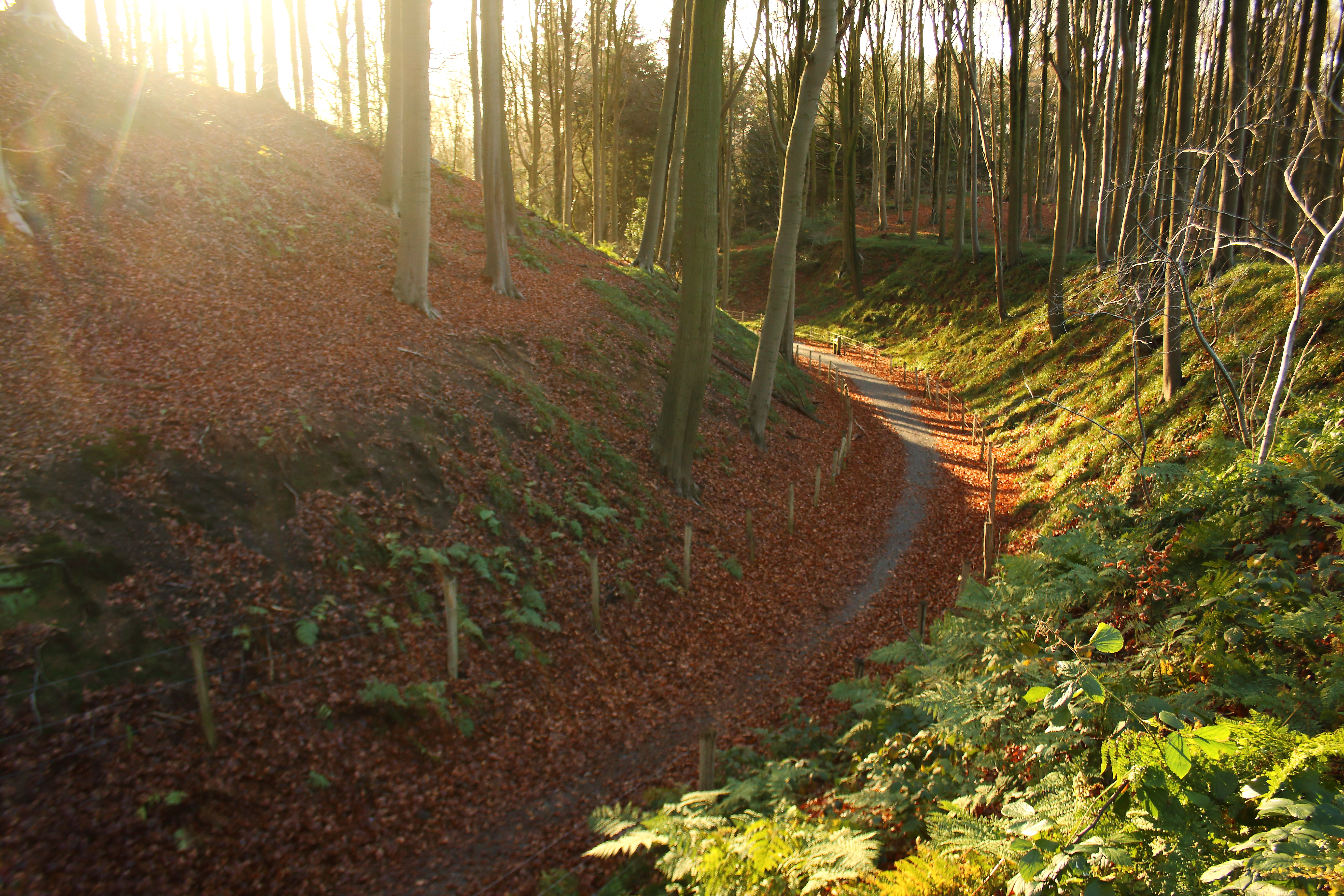
Le GR VA dans le Muziekbos
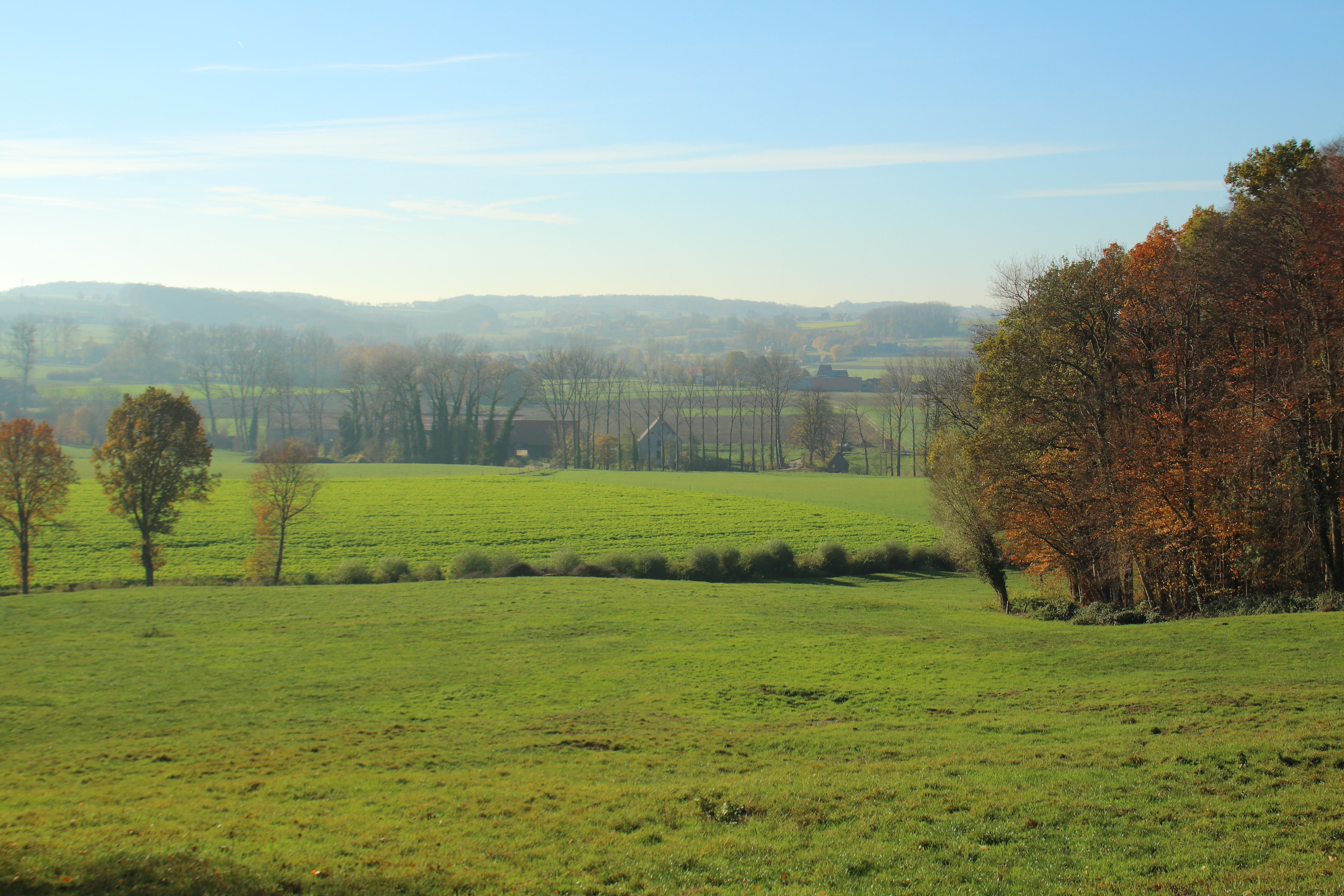
Le long du GR VA, à Zulzeke
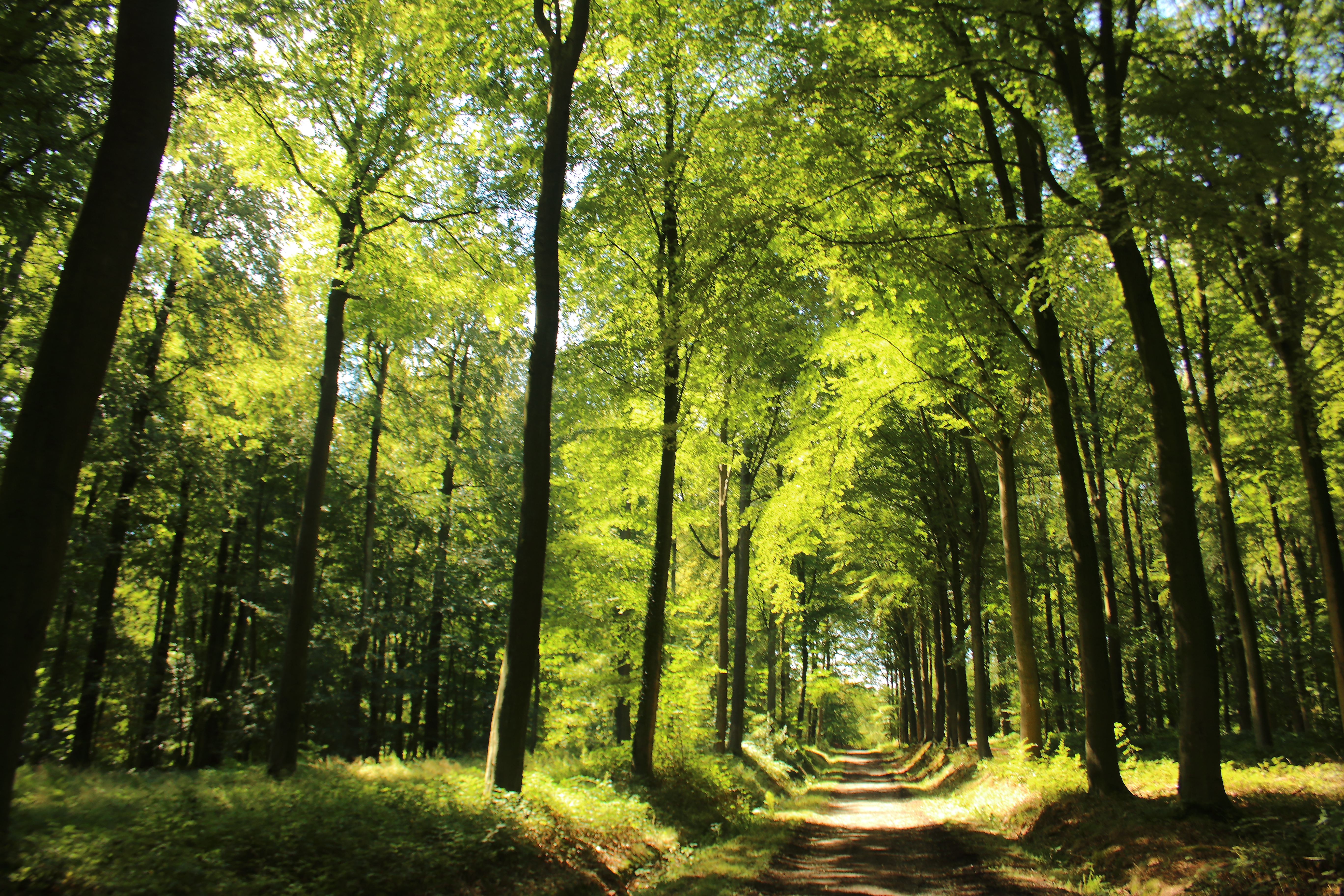
Le GR VA dans le Livierenbos (nl)
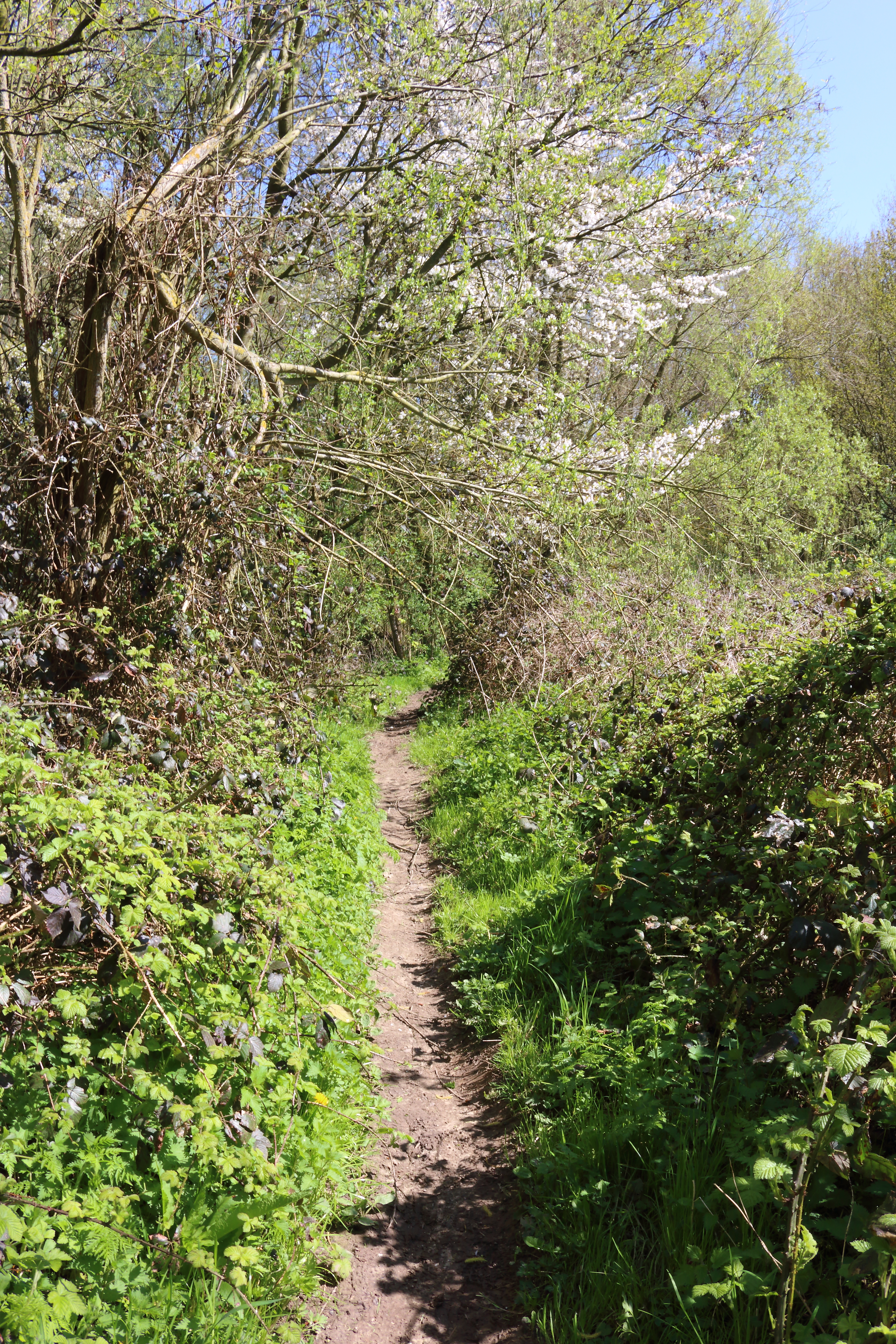
Le GR VA dans les Everbeekse bossen (nl)
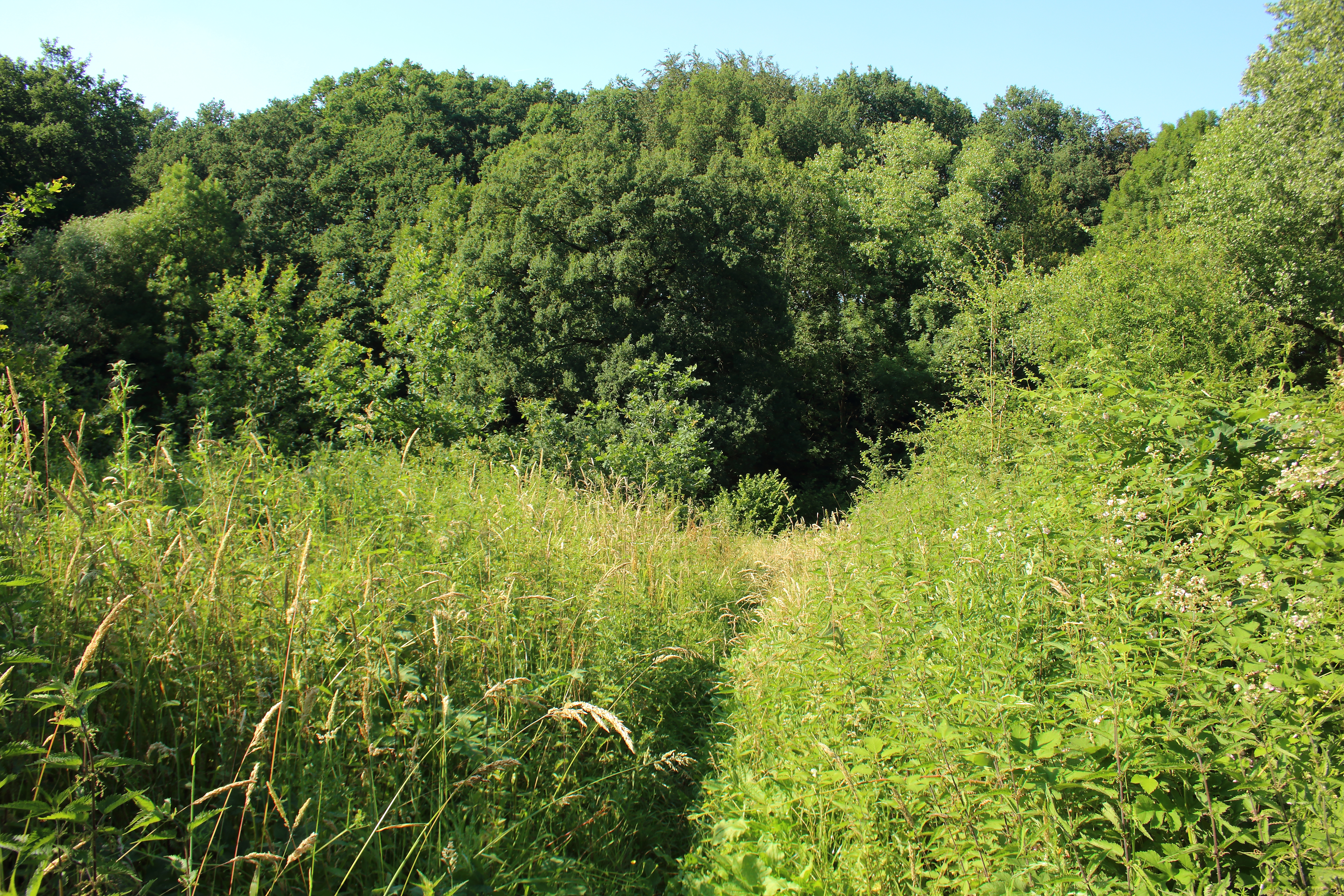
Le GR VA à Parkbos-Uilenbroek (nl)
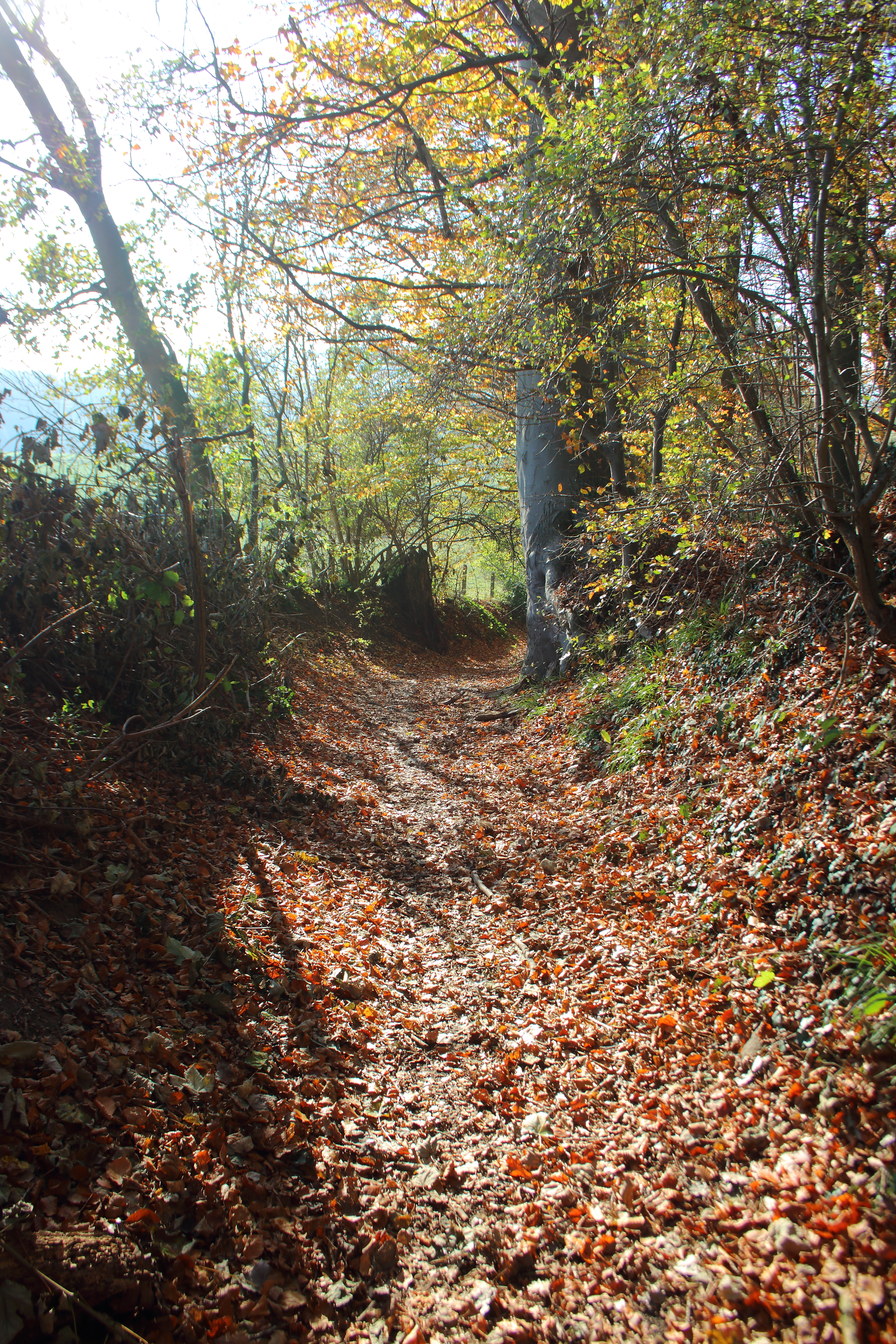
Le GR VA dans le Kuitholbos (nl)
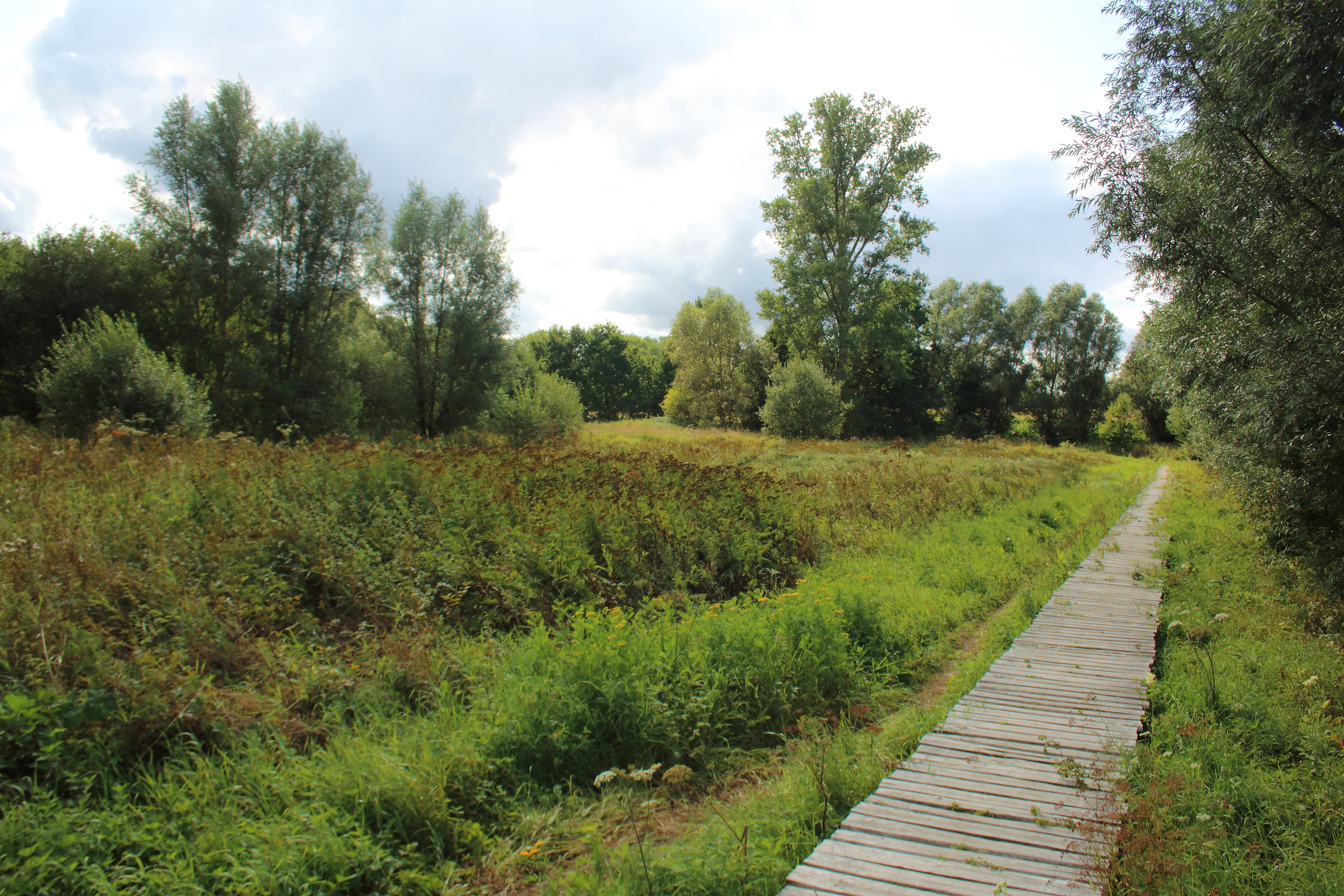
Le GR VA dans le Middenloop Zwalm (nl)
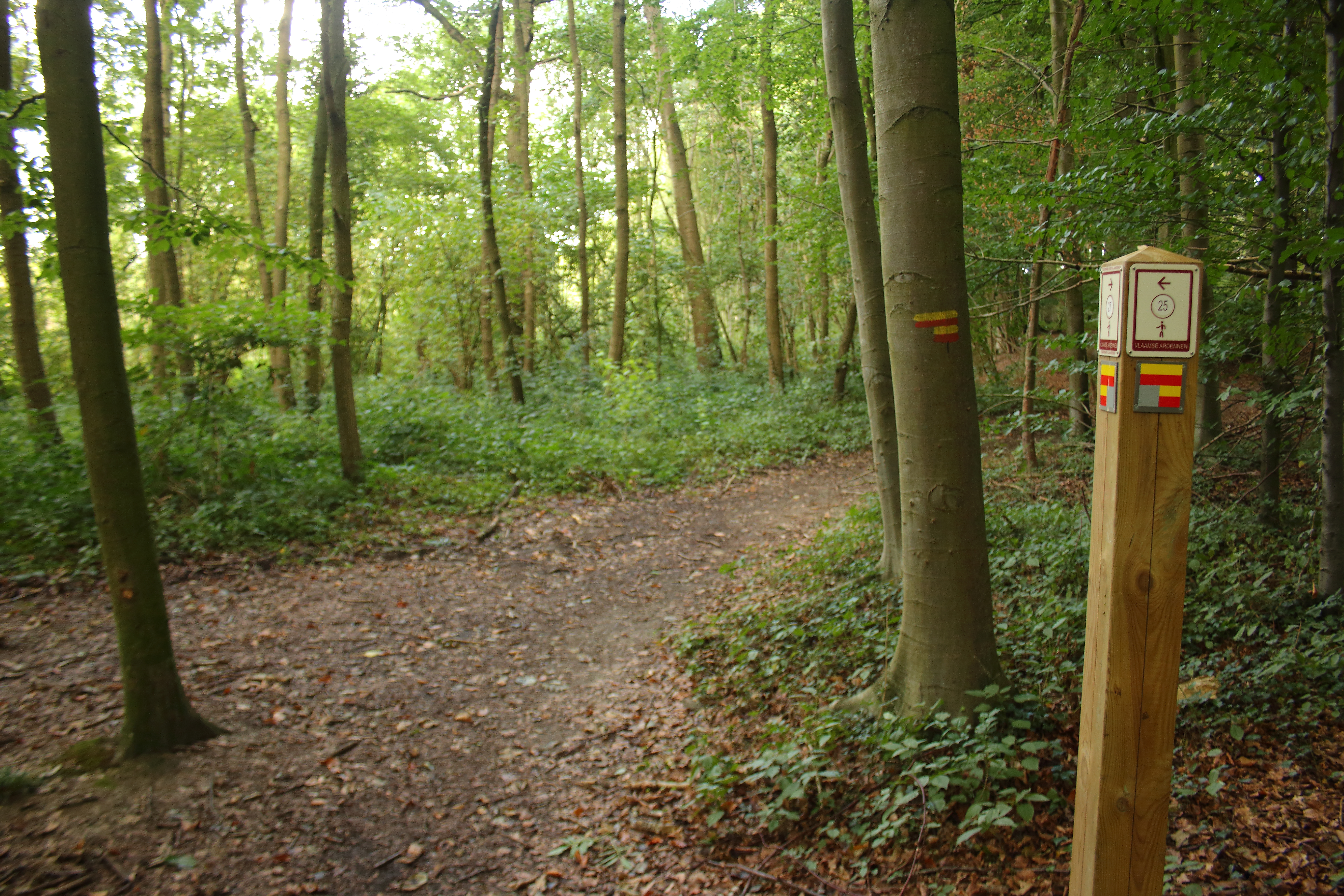
Le GR VA dans le Kloosterbos (Zottegem) (nl)
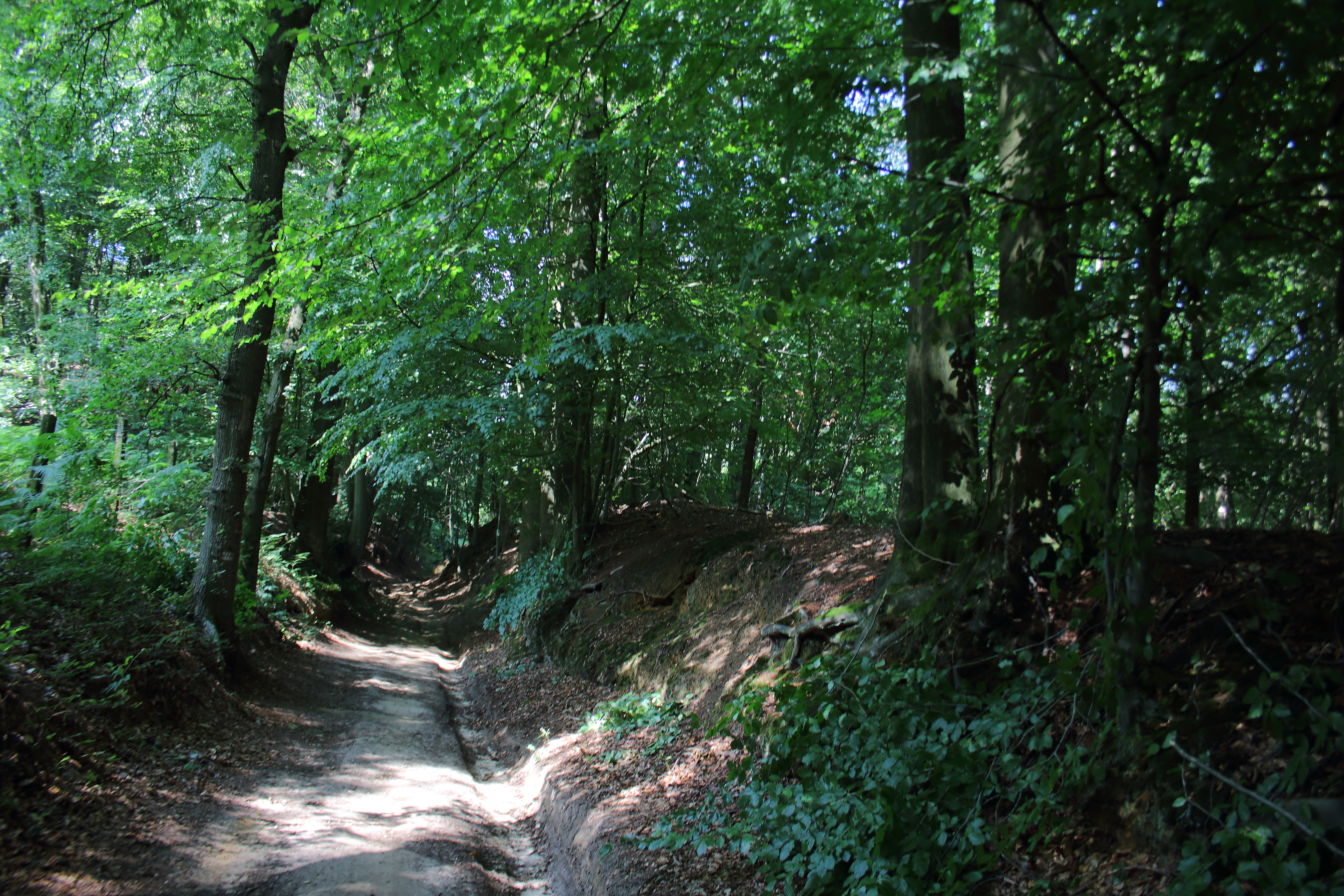
Le GR VA dans le Pottelbergbos (nl)
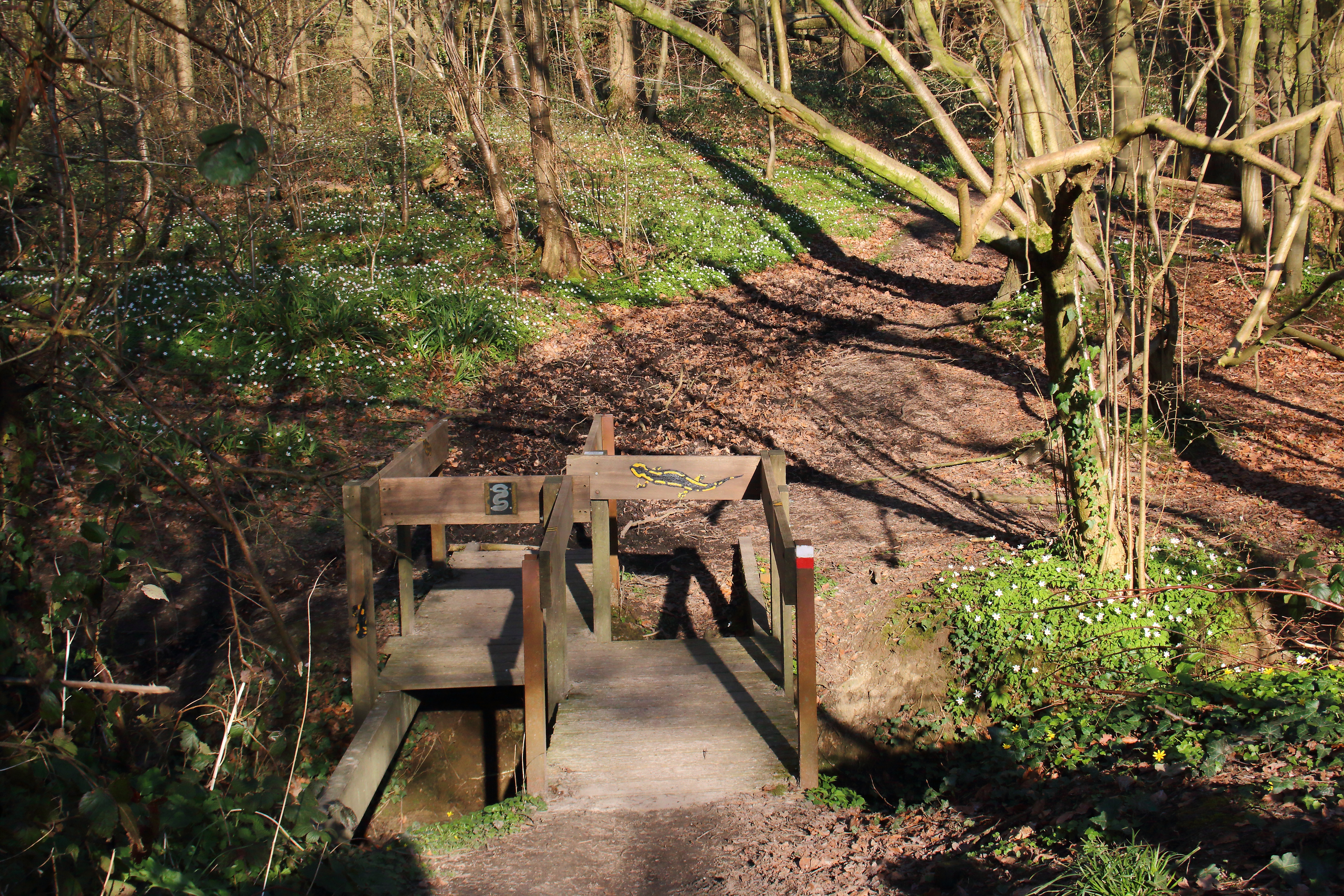
Le GR VA dans les Everbeekse bossen
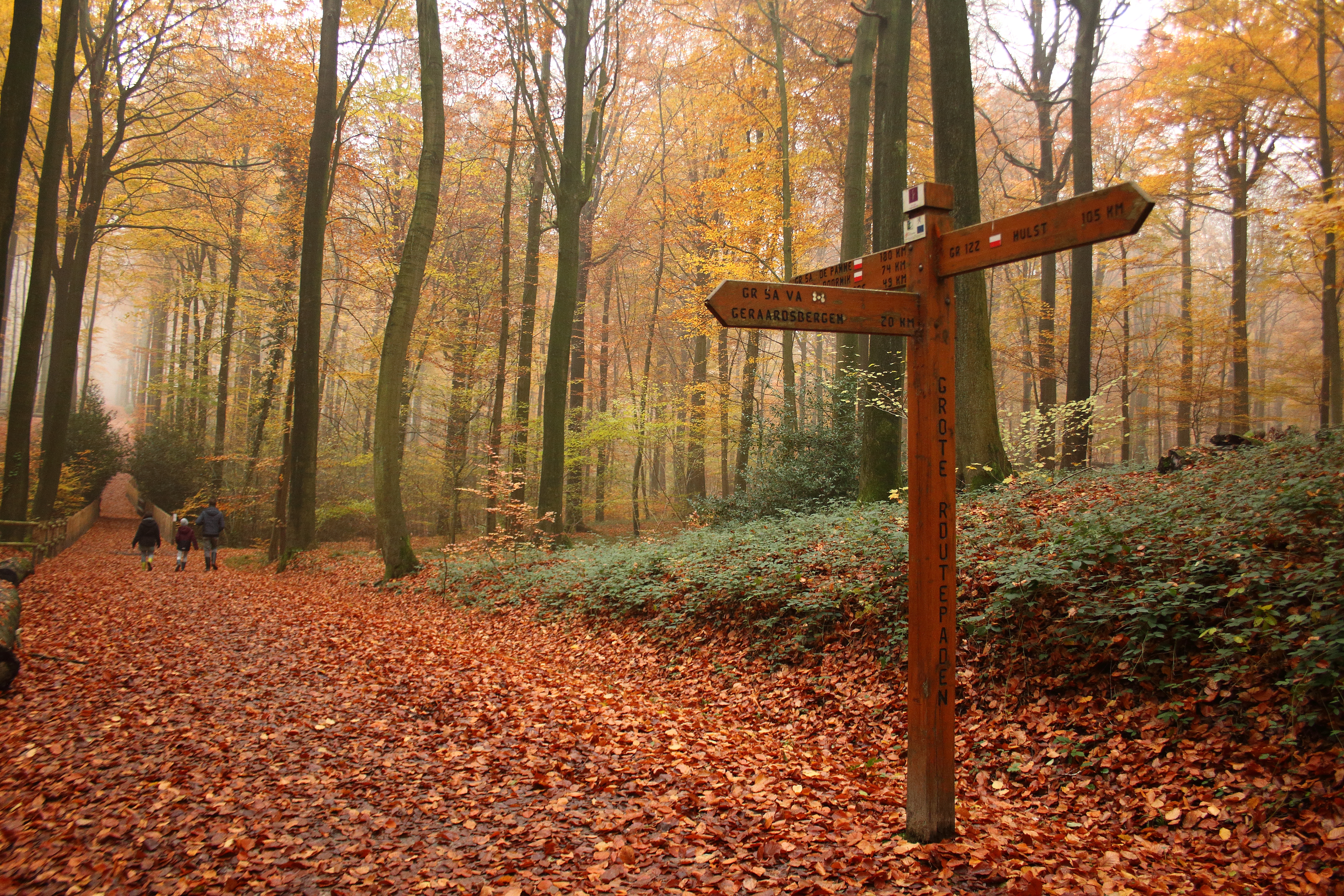
Le GR VA dans le Brakelbos (nl)
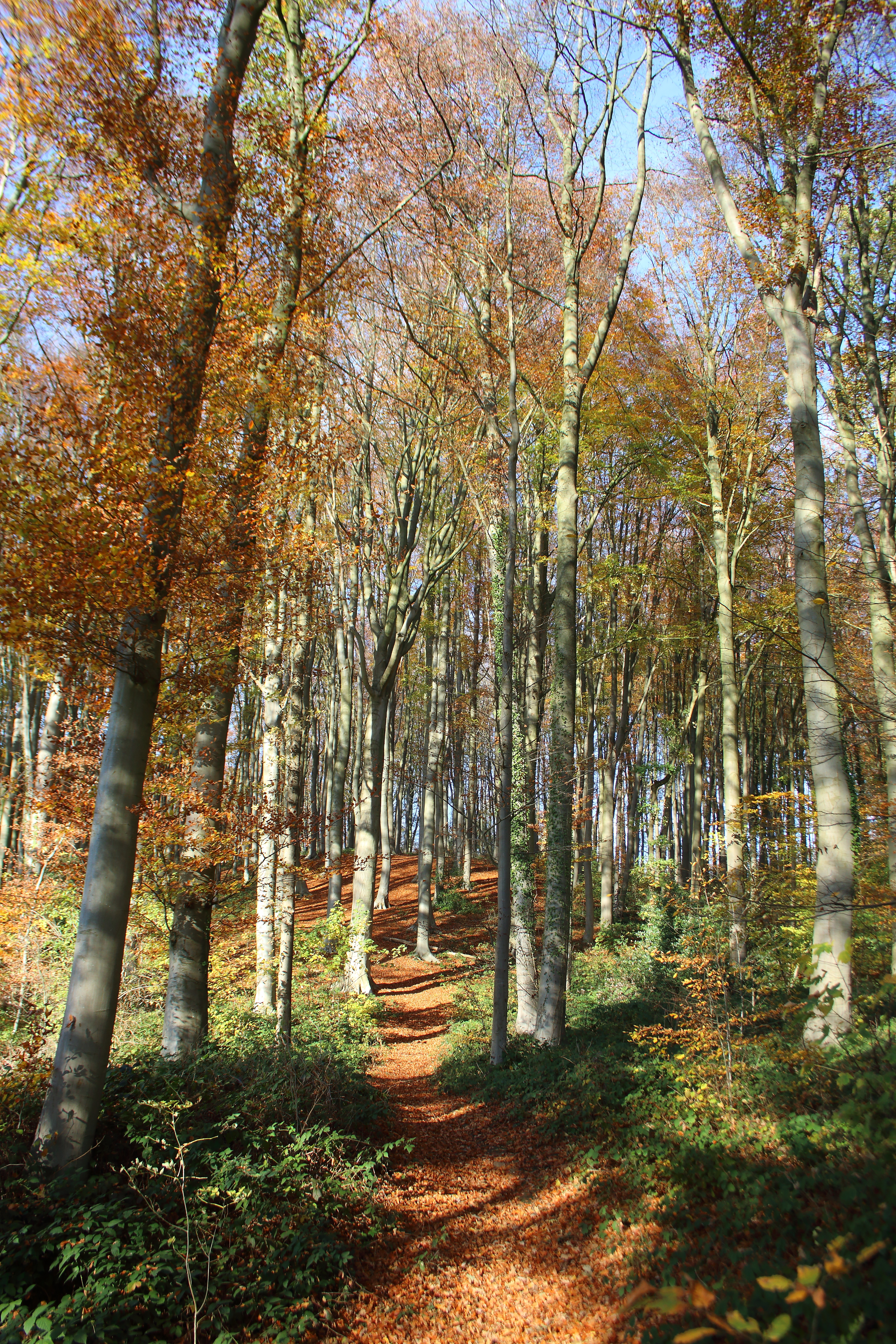
Le GR VA dans le Spijkerbos (nl)
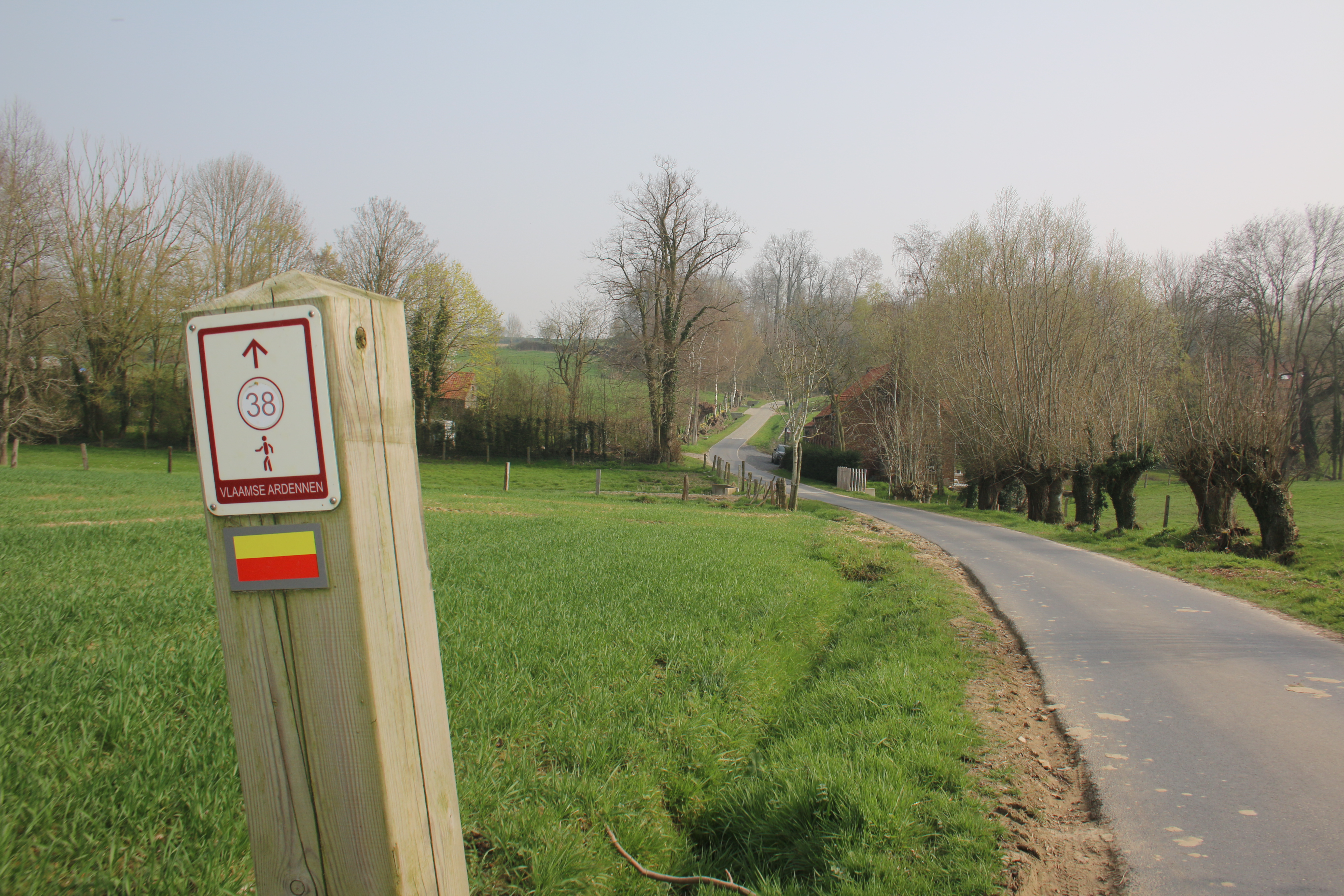
Le GR VA dans le Berg ten Houte

## Sources
- GroteRoutePaden
- Trekkings
- Route You